# Batalla de los Puentes Largos
La batalla de los «Puentes Largos» fue un enfrentamiento militar librado en el año 15 entre las legiones del Imperio romano y una alianza de tribus germánicas. 

## Antecedentes

### Motín
Tras la muerte del emperador César Augusto, en el año 14, las legiones del Rin se sublevaron contra las condiciones que les había impuesto tras el desastre de Publio Quintilio Varo. El difunto les había aumentado sus años de servicio en el ejército de dieciséis a veinticinco, y ellos exigían que se respetara el tiempo prometido al momento de su reclutamiento. 
Por entonces, la frontera renana estaba protegida por los legados Cayo Silio, gobernador de la Germania Superior, y Aulo Cecina Severo, gobernador de la Germania Inferior. Ambos bajo el alto mando del procónsul Julio César Germánico, sobrino e hijo adoptivo del nuevo emperador Tiberio Julio César, encargado de realizar un censo en la Galia. El motín comenzó entre las V y XXI legiones de Cecina, atrincheradas en Castra Vetera (actual Xanten), sumándose la I y XX, estacionadas en la capital de los ubios, Ara Ubiorum (actual Colonia), algo facilitado porque todas las tropas estaban ociosas. Las legiones atacaron a sus centuriones y los altos oficiales, quienes no fueron capaces de calmarlas.
Germánico estaba haciendo el censo en la Galia Bélgica cuando le llegó la noticia de la muerte de Augusto. A diferencia del impopular Tiberio, el nuevo emperador Germánico y su difunto padre biológico, Nerón Claudio Druso, conservaban una enorme popularidad entre los soldados y pobladores de la región. Algunos esperaban que reclamara el trono. Sin embargo, se limitó a jurar lealtad a Tiberio y hacer que sus lugartenientes y las ciudades que visitaba hicieran lo mismo.
El procónsul se presentó rápidamente entre los amotinados, muchos le besaron la mano y les convenció de separarse en compañías para hablarles por separado. Escuchó sus quejas pero al inicio fue incapaz de calmarlos, y cuando amenazó con suicidarse, los legionarios simplemente le dieron una espada para que lo hiciera. Decidió escribir una falsa carta supuestamente de Tiberio, quien seguía la voluntad del testamento de Augusto, y los apaciguó prometiéndoles licenciar a todo aquel que llevaba veinte años de servicio, mandar a reserva (únicamente defender fortalezas) a los que tenían dieciséis o más y pagarles los sueldos atrasados.
Mientras estaba allí recibió noticias de que las legiones de Silio se habían sumado a la rebelión en Ara Ubiorum y estaban planeando saquear la Galia por los sueldos impagos. Además, era previsible una invasión germana al desguarnecerse el Rin y era muy peligroso armar a auxiliares o mercenarios bárbaros para enfrentarlos. Resuelto el problema con las legiones de Cecina, lo envió para Ara Ubiorum a reunirse con la I y XX legiones, mientras la V y XXI se negaron a marchar allá hasta que les pagaran. Germánico negoció personalmente con las legiones de Silio, la II, XIII y XVI juraron lealtad, pero la XIV solamente después que se entregó el dinero y se licenció a los veteranos.

### Primera campaña
Cuando una embajada del Senado llegó a la ciudad, los soldados, temerosos de perder los beneficios otorgados por Germánico, mataron a todos los enviados y secuestraron a la esposa del procónsul, Agripina la Mayor, y su hijo, el futuro Calígula. A solicitud de Germánico, liberaron a Agripina, que estaba embarazada, pero retuvieron al pequeño Calígula, así que los dirigentes fueron arrestados y ajusticiados.
Tiberio lo elogió por su éxito pero sospechaba de su ambición y la de Agripina. Por eso dio iguales recompensas a los soldados estacionados en Pannonia, aunque negándose a licenciarlos hasta que cumplieran veinte años de servicio.
El procónsul, deseoso de mantener ocupados a los soldados y soñando con repetir las glorias de su padre biológico, decidió empezar a construir un puente sobre el Rin a pesar de no contar con el permiso de su padre adoptivo. Para ello empleó vexillationes de doce mil legionarios, veintiséis cohortes de auxiliares y dos alas de caballería, unos veinte mil hombres, comenzando la invasión de Germania.
Los romanos penetraron por el bosque de Cesia e instalaron su campamento sobre las ruinas de una antigua fortaleza de tiempos de Augusto, posiblemente Anreppen, cerca de la actual Delbrück. Conocedor de que por entonces los germanos estaban involucrados en celebraciones religiosas, le ordenó a Cecina adelantarse con los auxiliares y limpiar de obstáculos el camino que seguirían poco después las legiones. Llegó a la principal aldea de los marsios sin encontrar vigías, ahí formó cuatro cuñas con las que atacó, devastando y quemando sin piedad todo el lugar, incluido el famoso templo de Tanfana. La matanza hizo que los brúcteros, usípetes y tubantes se apostaran en una zona boscosa por donde Germánico debía volver al Rin, pero el procónsul se enteró e hizo marchar a sus soldados preparados, con la caballería y auxiliares al frente, seguidos de la I legión, luego el bagaje flanqueado por la XXI a la izquierda y la V a la derecha y la XX y el resto de los auxiliares atrás. Los germanos esperaron a que la fila romana se alargara en el estrecho camino del bosque para atacar la retaguardia, poniendo a los auxiliares en serio riesgo de ser masacrados, pero el procónsul hizo intervenir a la XX legión, que ganó la batalla y pudieron volver al Rin a pasar el invierno.

### Segunda campaña
Después de este éxito, en el año 15, Tiberio decretó un triunfo pero las operaciones continuaron, planeando contra los catos. También, su hijo adoptivo decidió dividir a los germanos ganándose el apoyo de Segestes, noble de los queruscos, quien se enfrentó a su yerno, Arminio. Luego procedió a formar dos cuñas con sus fuerzas: las legiones de la Germania Inferior salieron de Castra Vetera al mando de Cecina, mientras que las de la Superior salieron de Mogontiacum (actual Maguncia) comandadas por él mismo.
Germánico acampó en las ruinas de un fuerte de tiempos de su padre biológico, en la cordillera del Taunus, posiblemente Rödgen (cerca de la actual Bad Nauheim). Dejó a Lucio Apronio a cargo de cuidar la impedimenta y rápidamente avanzó por tierras de los catos, masacrando o esclavizando a todo aquel que no lograba huir. Los supervivientes cruzaron a nado el río Adrana (Eder) pero el procónsul hizo construir un puente para atravesarlo y seguir a la capital de esa tribu, Mattium (cerca de la actual Niedenstein), que fue quemada y saqueada. Luego Germánico volvió al Rin sin que los germanos se atrevieran a atacarlo. Entre tanto, Cecina atacó las tierras de los queruscos más cercanas a los catos, impidiendo que ambas tribus se ayudaran. Luego atacó a los marsios y se retiró.
Posteriormente, salvó a Segestes y su hijo, Segismondo, que estaban asediados por los queruscos, los cuales apoyaban mayoritariamente al antirromano Arminio. Germánico rompió el bloqueo con su columna tras un reñido combate y rescató a Segestes, sus familiares y numerosos clientes. El salvado entregó a su hija embarazada, la esposa de Arminio, Tusnelda, como rehén.

### Tercera campaña
Tras estos eventos, Arminio empezó a fraguar una nueva alianza contra los romanos. En respuesta, Germánico envió a Cecina por el cauce del Amisa (Ems) contra los brúcteros, al prefecto Pedo contra los frisones con la caballería y él mismo con cuatro legiones fue a la desembocadura del Amisa por mar, posiblemente en Bentumersiel (en el actual distrito de Leer). Ahí reclutó guerreros caucos y envió al legado Lucio Estertinio con 4.000 jinetes e infantería auxiliar contra los brúcteros. Ahí capturó el águila de la XIX legión.
El grueso del ejército devastó las tierras entre el Amisa y el Lupia (actual Lippe) y llegó al lugar donde las legiones de Varo fueron masacradas. El procónsul ordenó a Cecina adelantarse y explorar las gargantas de montaña, bosques y construir puentes y terraplenes sobre los pantanos. Luego avanzó él mismo, encontrando los huesos dispersos, armas rotas, cabezas de caballos, calaveras clavadas a los árboles, horcas usadas con los prisioneros, ruinas de campamentos romanos y las trincheras de los germanos. También vio los altares donde los germanos sacrificaron a los tribunos y centuriones. Le acompañaron sobrevivientes que le mostraron los lugares en que murieron los legados, se capturaron las águilas, se suicidó Varo o desde donde Arminio animaba a sus guerreros. Los legionarios empezaron a enterrar los huesos llenos de rabia y dolor, sin saber si daban sepultura a un conocido o a un extraño. Luego levantaron un tumulto para honrar a los muertos. Posteriormente, Tiberio no aprobaría este acto al considerar que desalentaba a las tropas, y que un césar vestido como un augusto no debía contaminarse con ritos funerarios.
Arminio estaba en los restos de un campamento romano usado durante la marcha de Varo. Germánico fue tras él y el caudillo germano fingió retirarse, atrayendo a la caballería romana a una zona boscosa donde fue atacada en los flancos y retaguardia por guerreros ocultos, debiendo enviar el procónsul a los auxiliares a rescatarla, pero las filas de estos últimos fueron desordenadas por la caballería que huía en pánico y solamente la llegada de las legiones desplegadas en línea de combate impidió un desastre.
Germánico decide retirarse al Amiso. La mitad del ejército se reembarcó y volvió a la desembocadura del río y luego al océano. Parte de la caballería los siguió por la orilla del río y el mar. Cecina fue encargado de volver por los Longi Pontes, «Puentes Largos», construidos por Lucio Domicio Enobarbo entre 3 y 1 a. C.. El legado siguió el curso del actual río Ennepe.

## Fuerzas enfrentadas
La hueste del legado se componía de unas cuarenta cohortes provenientes de cuatro legiones: I Augusta, V Alaudae, XX Valeria Victrix y XXI Rapax. A estas se les deben sumar unos cinco mil auxiliares. El total varía según el autor. El historiador español Carlos Pacheco estimaba que la columna sumaba de veinticinco mil a treinta mil personas, en cambio, el alemán Martin Hülsemann habla de 28.000 a 30.000, incluyendo no combatientes. El cálculo más bajo lo da el germano Albert Wilms, quien cree que las cuatro legiones podrían equivaler a 12.000 legionarios, a los que habría que sumar auxiliares y civiles. Para ello, utiliza de ejemplo la fuerza con la que Germánico cruzó por primera vez el Rin. Por último, el canadiense Antonio Santosuosso creía que las fuerzas con las que contaba Germánico en esa temporada era de unos 30.000 legionarios y auxiliares y 10.000 personal de soporte.
Las legiones que se embarcaron con Germánico fueron la II Augusta, XIII Gemina, XIV Gemina y XVI Gallica. A estas las acompañaban el doble de auxiliares que a sus compañeras que volvían por tierra.
El arqueólogo alemán Hans Reinerth sostiene que cada legión en la zona, debido a los refuerzos enviados por Augusto, pudo contar con hasta diez mil romanos, en total unos ochenta mil, a los que se sumarían quince mil auxiliares. Para Reinerth, el grupo de Germánico debía sumar unos 50.000 efectivos y el de Cecina unos 45.000. En cuanto a la cifra de auxiliares, este cómputo no incluye a los germanos cisrenanios (al oeste del Rin) y posiblemente hubieran vivido un ligero descenso respecto a la fuerza con la que empezaron las campañas el año anterior, unos 19.000 aliados.
Se desconoce el tamaño de la fuerza germana, pero debió ser grande para que Arminio se atreviera a lanzar un gran ataque. Santosuosso cree que la principal tribu que atacó a Cecina fueron los marsos.

## Batalla

### Primeros ataques
Arminio decidió adelantarse a Cecina a través de atajos entre el bosque, montes y pantanos, organizando una nueva emboscada para un ejército romano cargado de víveres y carromatos. Sin embargo, olvidaba que Cecina no era un político sin experiencia militar como Varo, sino un general de carrera con décadas de experiencia. 
Cuando llegó a la zona pantanosa sobre la que estaban construidos los Puentes, en la llanura donde hoy está Wuppertal, Cecina se dio cuenta de que el clima y el tiempo los había deteriorado, así que resolvió construir un campamento antes de repararlos. Dejó parte de sus tropas formando una pantalla protectora mientras el resto empezaba a levantar un campamento. Así, los romanos resistieron los constantes pero breves ataques de los enemigos ocultos en los bosques de alrededor hasta que sus zapadores lograron construir el campamento. Los germanos esperaban romper la línea, pero al llegar al anochecer no lo habían logrado, si bien el enemigo estaba desmoralizado y agotado. Los germanos luchaban mucho mejor en el terreno pantanoso y resbaladizo por su indumentaria ligera y vivir toda su vida ahí. Durante la noche Arminio hizo que parte de sus guerreros desviaran los cursos de agua, inundando el lugar donde descansaban los romanos e inutilizando parte de los puentes.
Mientras los desmoralizados legionarios cuidaban el perímetro, escuchaban las celebraciones de sus enemigos en los alrededores. Entonces Cecina decidió dormir y se le apareció Varo en sus sueños, de los pantanos salió el difunto cubierto de sangre llamándolo y extendiendo su brazo, pero el legado no le siguió y rechazó su mano.

### Emboscada
El legado y su Estado Mayor resolvieron que la V y XXI legiones estarían en los lindes entre el bosque y el pantano, protegiendo los flancos romanos, mientras la I y XX cruzaban los puentes acompañando los carros y heridos. Por delante irían sus zapadores arreglando como pudieran el camino. Sabían que, cruzado el pantano, llegarían a una llanura seca donde podrían vencer a los germanos, pero mientras siguieran en la ciénaga, se irían agotando hasta que Arminio los atacaría y masacraría.
Al alba, las legiones que debían defender los flancos no obedecieron sus órdenes y cruzaron a la llanura dejando a su suerte a la columna central. Fue entonces cuando Arminio resolvió atacar al resto de los romanos con todo, desordenando sus filas hasta el punto de partirlos en dos grupos. Así, los legionarios y auxiliares defendían a la desesperada los carros atascados cargados con sus compañeros heridos y sirvientes. El legado casi fue capturado, pues su caballo resultó muerto, los germanos intentaron rodearlo y solamente el contraataque de la I legión le salvó. El caudillo germano dio instrucciones de herir a las bestias, inmovilizando a los carros pero cuando esto sucedió, sus guerreros se dedicaron a saquearlos en lugar de masacrar a los romanos que huían en pánico por la ciénaga a la llanura, llegando al terreno seco en el sitio donde hoy está Sonnborn.

### Contraataque
Los romanos habían perdido todas sus herramientas y carros en la ciénaga, pero igualmente se las ingeniaron para construir una especie de empalizada y un foso dentro del cual pasaron la noche. Luego compartieron la comida que les quedaba, toda sucia de barro. Muchos estaban heridos y los acompañaban civiles, todos aterrados por los cánticos de sus enemigos. Solamente la disciplina impuesta por Cecina impidió una retirada desordenada y desastrosa, cuando los soldados creyeron que los germanos entraban al campamento, pero era una falsa alarma producida por un caballo suelto. Los oficiales se reunieron en un consejo y resolvieron que no podían seguir retirándose en esas condiciones. Se resolvió que debían derrotar a los germanos atrayéndolos a una trampa cuando hicieran lo que todos esperaban: asaltar el campamento. Entonces se daría la oportunidad única de embestir contra ellos, de fracasar tarde o temprano serían masacrados.
Los líderes tribales desplazaron a Arminio del mando, pues el caudillo quería limitarse a continuar el acoso y desgastar lentamente a las legiones, y eligieron a Inguiomero, partidario de asaltar el campamento. Cuando los germanos empezaron a rellenar el foso, los legionarios respondieron con una débil resistencia que los animó aún más a atacar. Cuando ya empezaban a asaltar la empalizada, sonaron todas las trompetas y cuernos para aterrorizarlos, todas las puertas se abrieron y las legiones cargaron en formación de columna, flanqueando a los asaltantes y golpeándolos en la retaguardia. Al ser un terreno abierto, los romanos demostraron su superioridad masacrando a los sorprendidos germanos. Inguiomero fue herido pero logró escapar, Arminio salió ileso. Probablemente fueron varios miles los germanos que pagaron con su vida el error de sus comandantes.
Los pocos caballos romanos que quedaban se distribuyeron entre los legionarios y auxiliares considerados más valientes, que persiguieron al enemigo. Luego, los vencedores descansaron y se llevaron todo lo que pudieron recuperar y cargar. Posteriormente siguieron con rumbo a Castra Vetera.

## Consecuencias
Mientras esto sucedía, llegaron rumores de que las legiones de Cecina habían sido aniquiladas y los germanos iban a invadir la Galia. Entonces algunos oficiales quisieron destruir los puentes que cruzaban el Rin pero Agripina, esposa de Germánico, lo impidió. Posteriormente, agradeció a las legiones que volvían y distribuyó túnicas y medicinas entre los heridos.
Entre tanto, el procónsul ordenó a las legiones II y XIV seguir por tierra para permitir a la flota continuar por las aguas poco profundas y cercanas a la costa. Las legiones iban dirigidas por Publio Vitelio y al principio avanzaron rápidamente, pero una tormenta provocó fuertes marejadas que causaron una violenta crecida de las aguas y estas arrastraron a animales, carros y hombres al mar. Finalmente, Vitelio logró llevar a sus desordenadas tropas a una colina para salvarse. A la mañana siguiente la tormenta terminó, volvieron a embarcarse y fueron llevados a sus cuarteles de invierno.
Por otra parte, Estertinio llevó a Segimero, hermano de Segestes, y su hijo a la ciudad de los ubios, y se les concedió el perdón a pesar de participar en el desastre de Varo.
Tras las campañas se declararon ceremonias triunfales en honor de Cecina, Apronio y Silio.

### Antiguas
- Tácito. Anales. Libros 1 y 2. Digitalización en Google Books. Basada en traducción latín-inglés, notas e introducción por A. J. Woodman, Hackett Publishing, 2004, pp. 18-37. Véase versiones completas de:
  - Digitalización de Perseus. Traducción latín-inglés por Alfred John Church, edición de William Jackson Brodribb & Sara Bryant, Nueva York: Random House, 1942.
  - Digitalización de UChicago. Basada en traducción latín-inglés por J. Jackson, volumen III de Loeb Classical Library, 1931.
- Dion Casio. Historia romana. Libros 56, 57 y 58. Digitalizado por UChicago. Basado en el volumen VII de edición de Loeb Classical Library, traducción griego antiguo-inglés por Earnest Cary, 1924.

### Modernas
- Bunson, Matthew  (2009). Encyclopedia of the Roman Empire. Nueva York: Infobase Publishing. ISBN 978-1-43811-027-1.
- Dando-Collins, Stephen (2005). Nero's Killing Machine: The True Story of Rome's Remarkable 14th Legion. Wiley. ISBN 9780471675013.
- Dando-Collins, Stephen (2012). Legiones de Roma: La historia definitiva de todas las legiones imperiales romanas. La Esfera de los Libros. Traducción inglés-español por Teresa Martín Lorenzo. ISBN 9788499704319.
- Jahn, Ralf Günter (2001). "Der Römisch-Germanische Krieg (9–16 n. Chr.)". Dissertation. Bonn: Rheinischen Friedrich-Wilhelms-Universität Bonn.
- Panhorst, Annette (2010). Looting of Bones in the Teutoburg Forest. Berlín: BoD – Books on Demand. ISBN 978-3-8391-6546-1.
- Reinerth, Hans (1936). Germanen-Erbe. J. A. Barth.
- Rodríguez González, Julio (2003). Historia de las legiones romanas. Madrid: Almena. Ilustrado por Dionisio A. Cueto. ISBN 9788496170025.
- Saddington, Dennis Bain (1982). The Development of the Roman Auxiliary Forces from Caesar to Vespasian: 49 B.C.-A.D. 79. University of Zimbabwe. ISBN 9780869240786.
- Santosuosso, Antonio (2018). Storming The Heavens: Soldiers, Emperors, And Civilians In The Roman Empire. Routledge. ISBN 9780429965654.
- Smith, Thomas (1861). Arminius: a history of the German people and of their legal and constitutional customs, from the days of Julius Cæsar to the time of Charlemagne. Londres: James Blackwood. Editado por Francis Smith.
- Syme, Ronald (1923). "Some notes on the legions under Augustus". Revista Journal of Roman Studies. Vol. XXIII, Núm. 1, Cambridge, pp. 14-33.
- Wilms, Albert (2011). Die Schlacht im Teutoburger Walde. Paderborn: Books on Demand. ISBN 9783863823320.